# برئز
برئز (به لاتین: Breze) یک منطقهٔ مسکونی در بلغارستان است که در شهرستان اسووگ واقع شده‌است. برئز ۱۷۰ نفر جمعیت دارد.